# Tipula (Pterelachisus) katmaiensis
Tipula (Pterelachisus) katmaiensis is een tweevleugelige uit de familie langpootmuggen (Tipulidae). De soort komt voor in het Palearctisch en Nearctisch gebied.